# ناتالیا مالاگا
ناتالیا مالاگا (اسپانیایی: Natalia Málaga‎؛ زادهٔ ۲۶ ژانویهٔ ۱۹۶۴) بازیکن والیبال اهل پرو بود.